# عملة كوشان

عملة ذهبية للملك هافيشكا، متحف كليفلاند للفنون

عملة ذهبية للملك فاسوديفا الأول، متحف كليفلاند للفنون

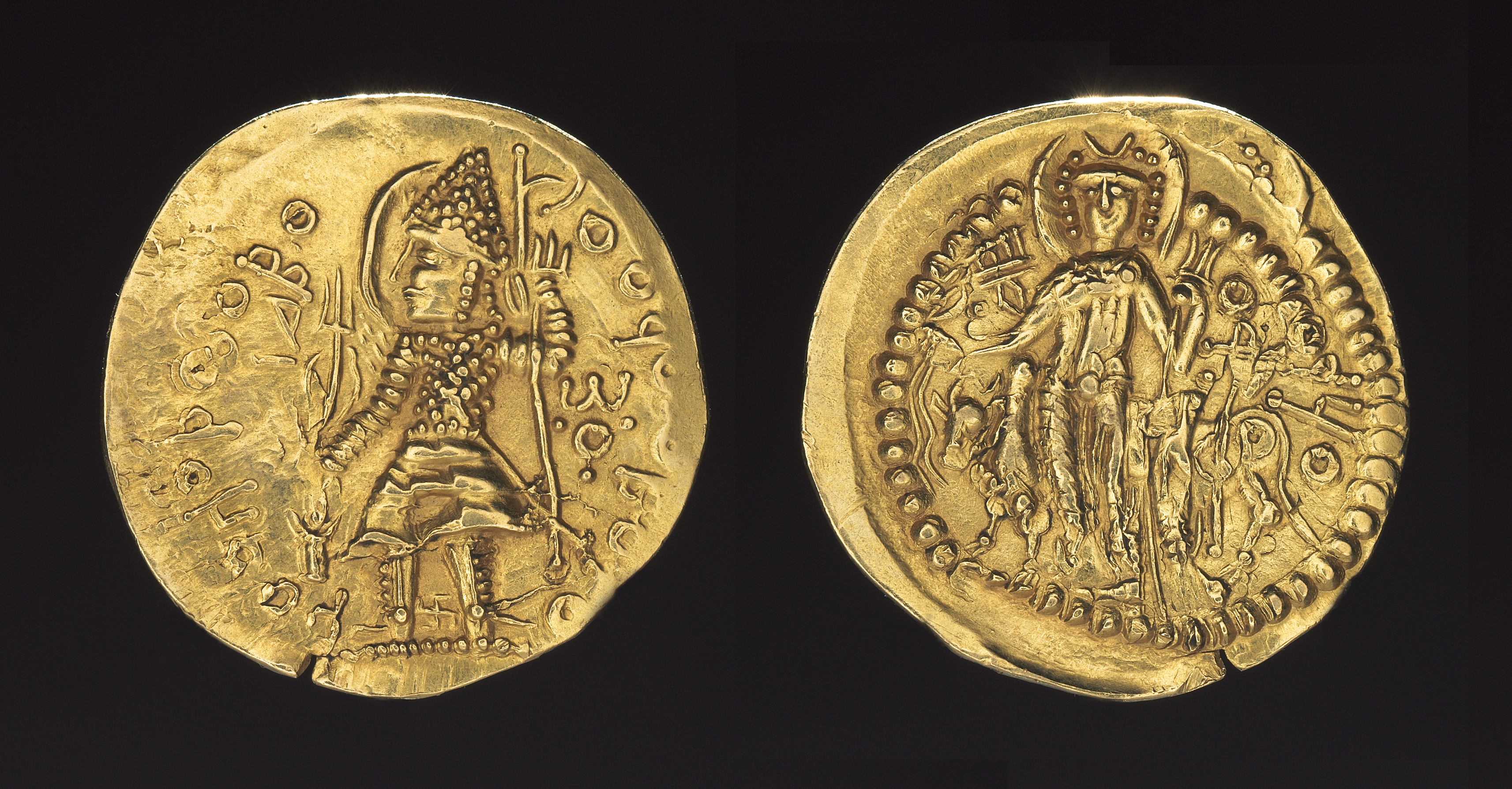
عملة ذهبية للملك الكوشاني فاسوديفا الثاني، متحف كليفلاند للفنون

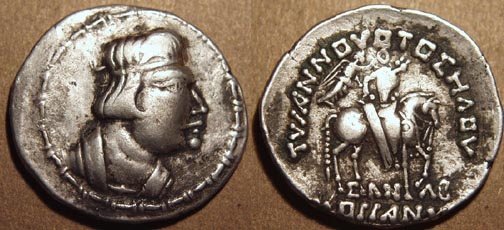
عملة رباعية دراخما فضية لأول من أعلن نفسه "كوشان" ("كوسانو" على عملاته المعدنية)، هيرايوس (حكم حوالي عام 1-30)

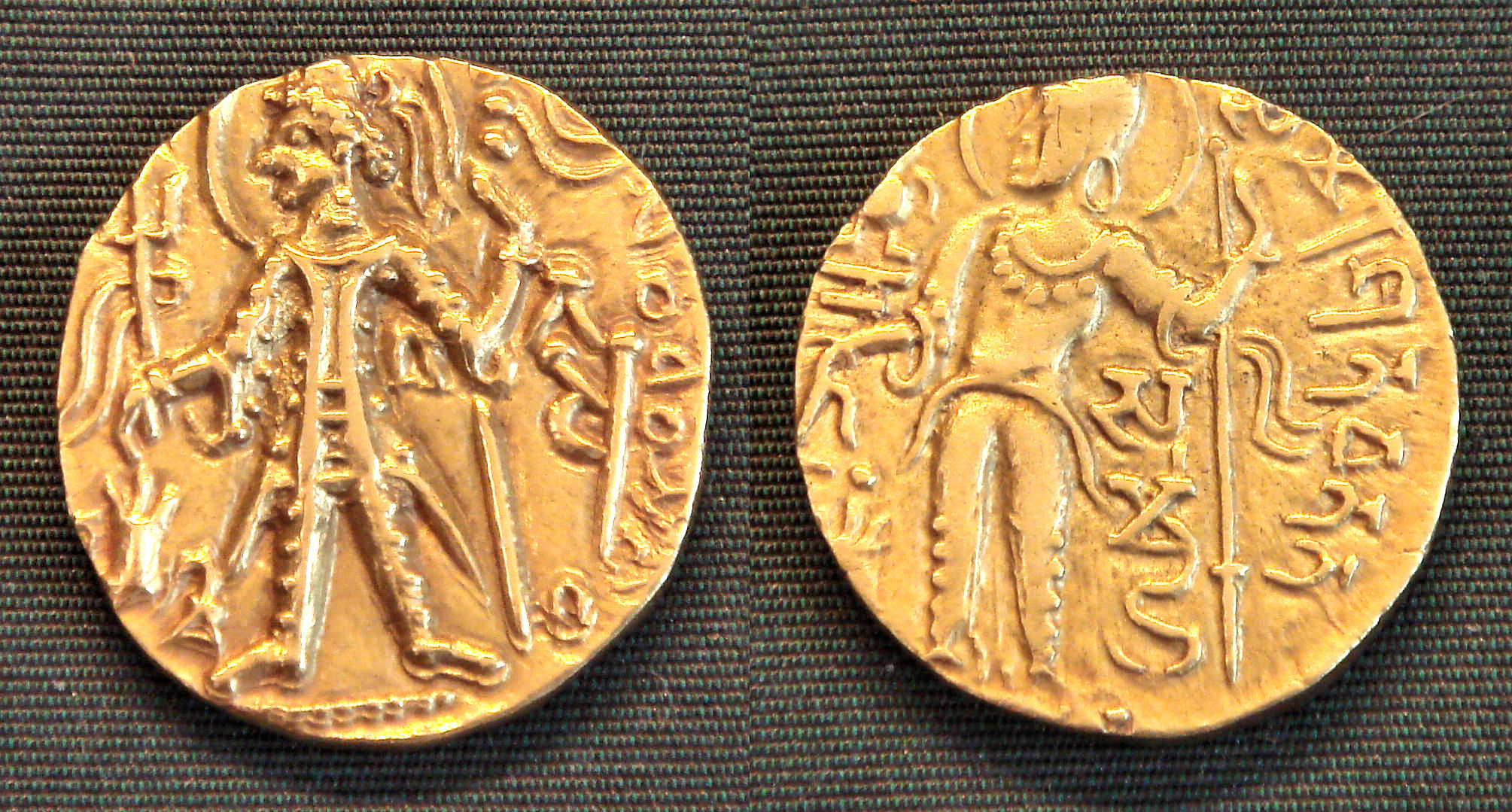
الحاكم الكوشاني الراحل شاكا الأول (325-345).

كانت العملات الرئيسية الصادرة خلال سك العملات في إمبراطورية كوشان شمال الهند وآسيا الوسطى (حوالي 30-375 م) مصنوعة من الذهب بوزن 7.9 جرامات، وسُكَّت المعادن الأساسية بأوزان مختلفة تتراوح بين 12 غرام و 1.5 ز. كان اصدار العملات الفضية قليلًا، ولكن في فترات لاحقة انخفضت قيمة الذهب المستخدم مقابل الفضة.
تأثر تصمييم العملات المعدنية على نطاق واسع بأنماط الحكام اليونانيين البختريين السابقين في استخدام الأنماط الهلنستية للصورة، والتي تحمل صورة إله على أحد الجانبين والملك على الجانب الآخر. قد يُنقش الملوك على العملات إمَّا على شكل صورة شخصية للوجه أو شخصية واقفة (وعادة ما يؤدون طقوسًا في مذبح النار على الطراز الزرادشتي) أو يمتطون حصانًا. إن جودة صنع هذه القوالب عادة ما تكون أقل مقارنةً بالجودة العالية لأفضل العملات المعدنية للحكام اليونانيين البختريين. يمكن رؤية التأثير المستمر للعملات الرومانية في تصميمات أواخر القرن الأول والثاني الميلادي، ويمكن رؤيتها ايضًا في ممارسات سك العملة التي تظهر على العملات المعدنية. ومن الممكن ملاحظة الانخفاض التدريجي في قيمة المعدن في العملات المعدنية الأساسية حيث أصبحت رموزًا افتراضية. لكن التأثير الإيراني أقوى من ذلك خاصة في الشخصيات الملكية ومجموعة الآلهة المستخدمة. في عهد كانيشكا تغير اللقب الملكي "ملك الملوك" من اليونانية "ΒΑΣΙΛΕΥΣ ΒΑΣΙΛΕΩΝ" إلى الشكل الفارسي "ϷAONANOϷAO" (شاه الشاه).
كثيرٌ من المعلومات القليلة المتواجدة اليوم عن التاريخ السياسي لكوشان مستمد من العملات المعدنية. إنَّ اللغة المستخدمة في النقوش هي عادة اللغة البكترية وهي مكتوبة بخط مشتق من اللغة اليونانية. تظهر رموز التامغا (انظر الجدول) على العديد من العملات المعدنية كنوع من الأحرف الأولى لإسم الحاكم. كان هناك العديد من دور سك العملة الإقليمية، وتشير أدلة العملات المعدنية إلى أن جزءًا كبيرًا من الإمبراطورية كان شبه مستقل.

## آلهة كوشان

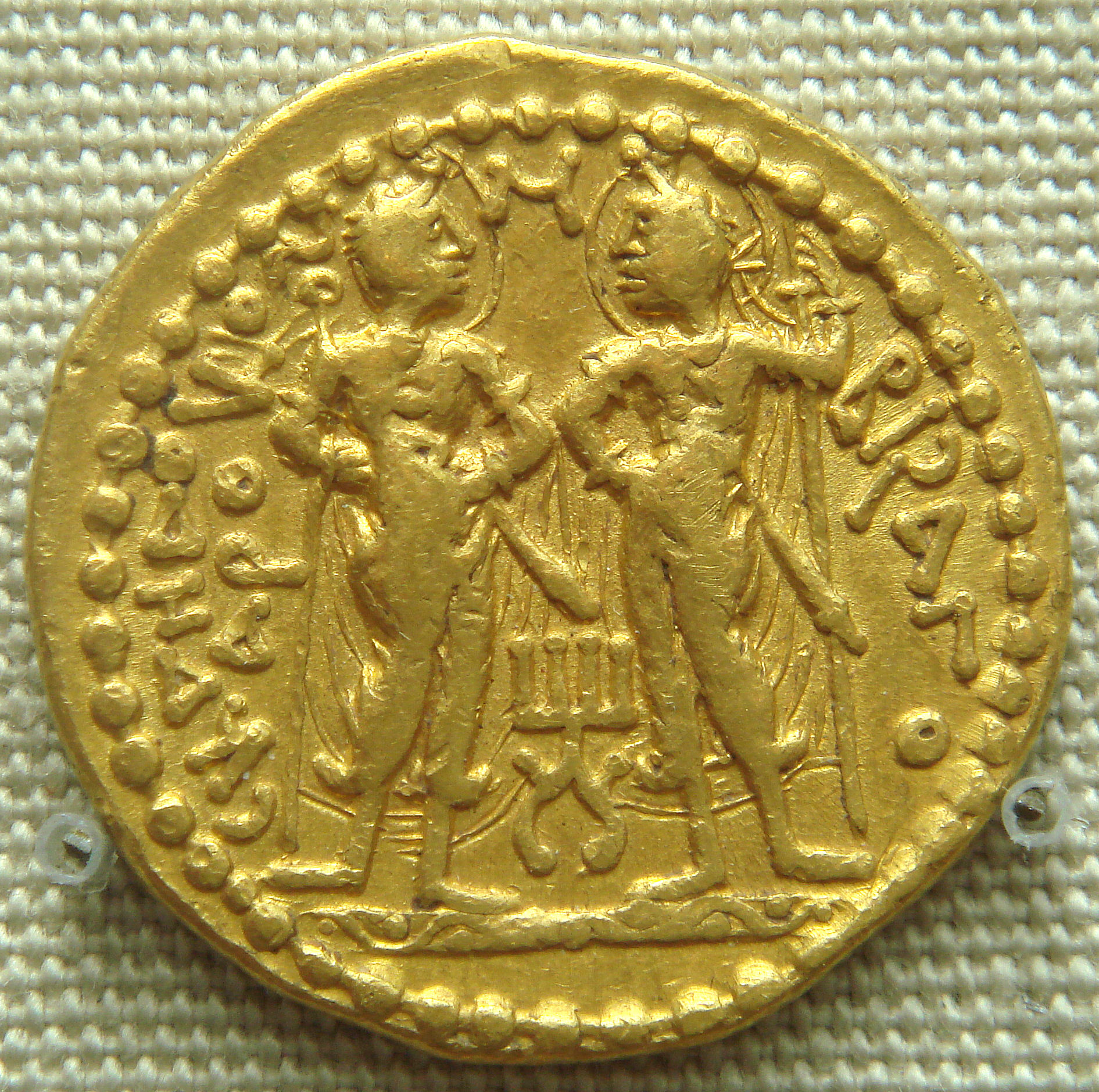
سكاندا وفيساخا

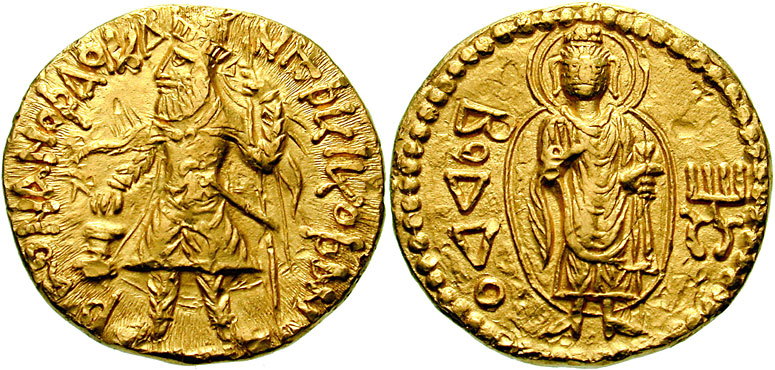
عملة ذهبية لكانيشكا الأول ، عليها صورة بوذا، مع أسطورة "بودو" بالخط اليوناني؛ أهين بوش

تتنوع البانثيون الديني الكوشاني كما يظهر من عملاتهم وأختامهم، التي يظهر عليها أكثر من 30 إلهًا مختلفًا منتميًا إلى العالم الهلنستي والإيراني والهندي. كما مُثِّلت الآلهة اليونانية بأسمائها اليونانية على العملات القديمة. خلال حكم كانيشكا، تغيرت لغة العملة إلى اللغة البكترية (على الرغم من أنها بقيت بالخط اليوناني لجميع الملوك). بعد هوفيشكا ظهر إلهان فقط على العملات المعدنية: أردوكسهو [[لاكشمي]] وأويشو أو شيفا (انظر التفاصيل أدناه).
تمثيل الكيانات من الأساطير اليونانية والتوفيقية الهلنستية هي كالتالي:
- Ηνημος (هيليوس) و Ηφαηστος (هيفايستوس) و Σανηνη (سيلين) و Ανημος (أنيموس). كما صورت عملات هوفيشكا أيضًا نصف الإله إراكيلو هرقل والإله المصري سارابو سارابيس.

تشمل الكيانات الهندية الممثلة على العملات المعدنية ما يلي:
- بودو (بودو، بوذا)
- Μετραγο Βοδδο (ميتراجو بودو ، بوديساتافا مايتريا)
- ماسينا (ماسينو، ماهاسينا)
- Σκανδo koμαρo (سكاندو كومارو، سكاندا كومارا)
- þακαμανο Βοδδο (شاكامانو بودهو ، شاكياموني بوذا)

تشمل الكيانات الإيرانية الموضحة على العملات المعدنية ما يلي:
- Αρδοχþο ( أردوكسشو، آشي فانغوهي)
- آو ( أشاكسشو، آشا فاهيشتا)
- أثو ( أثشو، أتار)
- فاررو (فارو، خوارزمية)
- Λροοασπο (لرواسبا، ديرفاسب)
- ماناوباغو ( مانوباغو، فوهو ماناه)
- ماو (ماو، ماه)
- Μιθρο، Μιρο، Μιορο، Μιυρο (ميثرو والمتغيرات، ميثرا)
- Μοζδοοανο ( موزدوانو, أهورامزدا "مازدا المنتصرة؟")
- Νανα, Ναναια, Ναναϸαο (اختلافات من النانا الآسيوية،صغديان ني، في سياق زرادشتي أريدفي سورا أناهيتا)
- أودو ( أودو فاتا)
- أوكسو ( أواكسو ، "أوكسوس")
- Ooρoμoζδο ( أوروموزدو ، أهورا مازدا)
- Ορακαγνο ( أورلاجنو ، فيريثراجنا)
- تييرو ( تيرو ، تير)

بالإضافة إلى ذلك:
- Οηϸο ( أويش) الذي كان يُعتقد لفترة طويلة أنه يمثل شيفا الهندية ولكن تم معرفته مؤخرًا على أنه أفيستان فايو الممزوج بشيفا.[2]
- تحمل عملتان نحاسيتان لهوفيشكا أسطورة "غانيشا" ولكن تحملان بدلاً من تصوير الشكل النموذجي لغانيشا صورة رامي يحمل قوسًا كامل الطول مع خيط إلى الداخل وسهم. هذا عادةً ما يكون تصويرًا لرودرا، ولكن في حالة هاتين العملتين يُفترض عمومًا أنهما يمثلان شيفا.

- مهسينا على عملة هوفيشكا
- أربعة وجوه أويشو
- ريشتي
- ماناوباغو
- فارو
- أردوتششو
- أويشو
- أويشو مع الثور
- ختم كوشان العقيق الذي يمثل "ΑΔϷΟ" (أدشو آتر)، مع رمز التيرا تانا على اليسار، وعلامة سلالة كانيشكا على اليمين.

## إصدارات المعادن الأساسية
وجد ماكدويل عام 1968 ثلاث إصدارات من العملات المعدنية المنفصلة النحاسية الإقليمية لكاجولا كادفيسس وفيما تاكتو في إصدارها الأول، والتي تتوافق مع الممالك الثلاث السابقة التي تشكل إمبراطورية كوشان. باكتريا وهي المنطقة الشمالية التي كانت تحتوي على أكبر العملات المعدنية حجمًا التي بلغ وزنها 12 جرامًا (رباعيات الدراخما) و1.5 جرام، ومنطقة غاندهارا والتي بلغ وزن عملاتها المعدنية 9-10 جرامات للعملات الكبيرة و2 جرام للعملات الصغيرة، والمنطقة الهندية حيث بلغ وزن العملات المعدنية الواحدة 4 جرام.

اقترح ماكدويل عام 1960 تخفيضًا تدريجيًا لجميع الإصدارات الثلاثة بدءًا من هوفيشكا، بينما اقترح تشاتوبادياي عام 1967 خفض قيمة الإصدار بسرعة بواسطة كانيشكا. يبدو أنه كان هناك تخفيضان على أساس سك العملات للحكام المذكورين للتو. تم توحيد الإصدارات اللاحقة في نظام سك مركزي للأوزان.

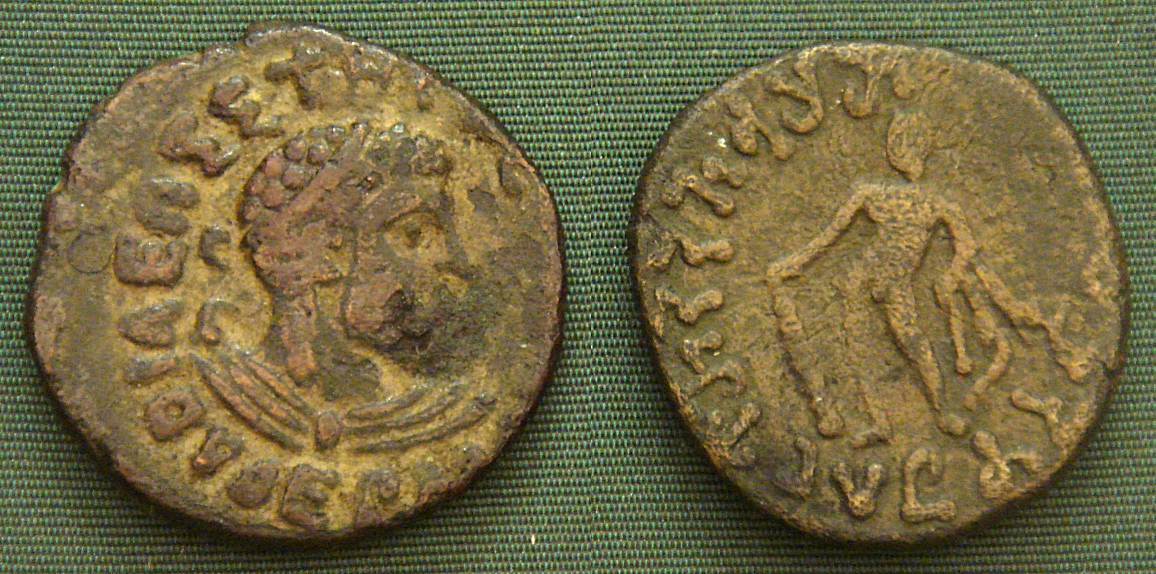
تترادراخما لِكوجولا كادفيسيس (30-80 م) على طراز هيرمايوس.
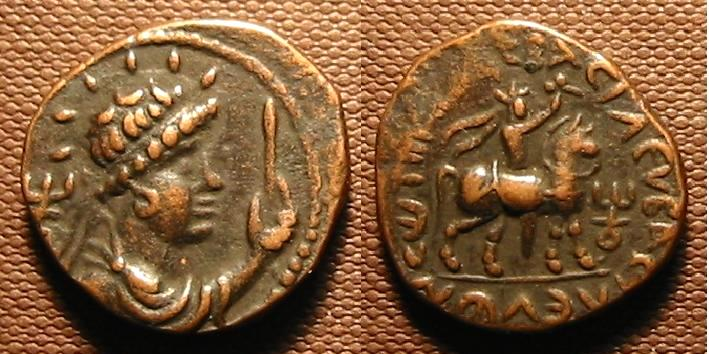
عملة برونزية من نوع فيما تاكتو . الأسطورة اليونانية الفاسدة ΒΑΣΙΛΕΥ ΒΑΣΙΛΕΥΩΝ ΣΩΤΗΡ [ΓΗΕ.]: "ملك الملوك، المخلص"

## العملات الذهبية
أصدرت شركة فيما كادفيسيس ثلاث فئات من هذا المعدن: اثنتان منها بقيمة 15.75 جرام واحدة بقيمة 7.8 جرام وقطعة ربع دينار بقيمة 1.95 غرام.

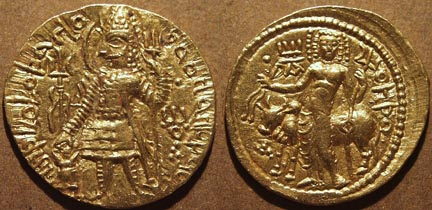
الدينار الذهبي لملك كوشان كانيشكا الثاني (200–220)

## التقليد
وقد نُسخت العملة الكوشانية حتى الكوشانيين الساسانيين في الغرب، ومملكة ساماتاتا البنغالية إلى الشرق. مع اقتراب نهاية حكم كوشان اشتُقت أول عملة لإمبراطورية جوبتا من عملة إمبراطورية كوشان، واعتمدت معيار الوزن والتقنيات والتصميمات الخاصة بها، بعد فتوحات سامودراغوبتا في الشمال الغربي. أصبحت الصور الموجودة على عملات جوبتا بعد ذلك هندية أكثر من حيث الأسلوب والموضوع مقارنة بالسلالات السابقة، إذ كانت سابقًا تتبع الأساليب اليونانية والرومانية والفارسية في الغالب. كان نوع العملة القياسي لسمودراجوبتا -وهو أول حاكم لجوبتا يصدر عملات معدنية- يشبه إلى حد كبير عملات حكام كوشان اللاحقين، بما في ذلك مشهد التضحية فوق المذبح وتصوير الهالة، في حين تشمل الاختلافات غطاء رأس الحاكم (غطاء رأس ضيق بدلاً من قبعة كوشان المدببة) ومعيار جارودا بدلاً من الرمح الثلاثي الشعب ومجوهرات سامودراغوبتا الهندية.

## القراءة الإضافية
- ماكدويل، ديفيد دبليو، "ميثرا": "إعداد كوكب ميثرا في سك العملات الكوشانية العظيمة"، في الدراسات الميثرياكية: أعمال المؤتمر الثاني الدولي، طهران، Du 1er Au 8 Septembre، 1975 ، أد. جاك دوتشيسن جيلمين، 1978، بريل،(ردمك 9004039023) ، 9789004039025، معاينة

## الروابط الخارجية
- Online catalogue of Kushan coinage
- KANISHKA AND THE KUSHANA DYNASTY
- Kushan Empire